# 眼尾半線琴脂鯉
眼尾半線琴脂鯉為輻鰭魚綱脂鯉目琴脂鯉亞目複齒脂鯉科的其中一種，為熱帶淡水魚，分布於非洲喀麥隆Ja河流域，體長可達3.5公分，棲息在植被生長茂密的溪流及湖泊，以植物及其附著生物為食，繁殖期在夏季，生活習性不明，可作為觀賞魚。

## 扩展阅读
維基物種上的相關：眼尾半線琴脂鯉